# Боскет
Боске́т (фр. bosquet, от итал. boschetto — лесок, рощица) — элемент ландшафтного дизайна, участок регулярного парка или посаженная в декоративных целях густая группа деревьев или кустов, которые благодаря декоративной стрижке образуют сплошные зелёные стены в виде ровных стенок (шпалер), геометрические объёмы, иногда имитирующие архитектуру с арками, башенками и т. п.
Различают, как правило, два типа боскетов:
- искусственная роща — группа декоративных кустов и деревьев, на поляне или плоском газоне и
- «кабинет», где насаждения расположены по периметру[2][3].

Боскет из кустистых пород был основным мотивом в композиции регулярных парков XVI—XVIII вв. Тогда замкнутые пространства внутри боскетов называли не только «кабинетами», но и «зелёными залами».
В России и СНГ для создания боскетов часто используется, например, липа мелколистная, ель обыкновенная, акация жёлтая, барбарис обыкновенный, жимолость синяя, боярышники, кизильник блестящий, клён татарский или смородина золотистая.

## В изобразительном искусстве
- Боскет (1901)[4]. Картина К. А. Сомова.